# Arâches-la-Frasse
Arâches-la-Frasse är en kommun i departementet Haute-Savoie i regionen Auvergne-Rhône-Alpes i sydöstra Frankrike. Kommunen ligger i kantonen Cluses som tillhör arrondissementet Bonneville. År 2022 hade Arâches-la-Frasse 1 777 invånare.

## Befolkningsutveckling
Antalet invånare i kommunen Arâches-la-Frasse
| Referens: INSEE |